# Mukaiyama-Aldolreaktion
| Edukte                                                              |
| ------------------------------------------------------------------- |
| Aldehyd (R1 = Alkyl, Aryl) oder Ameisensäureester (R1 = OR)         |
| Silyliertes Enol (R1 = Alkyl, Aryl, H; R2 = Alkyl, Aryl, H, OR, SR) |

Die Mukaiyama-Aldolreaktion, auch Mukaiyama-Reaktion genannt, ist eine Namensreaktion der organischen Chemie und wurde in den frühen 1970er Jahren durch den japanischen Chemiker Teruaki Mukaiyama entdeckt.
Es handelt sich um eine Form der gekreuzten Aldolreaktion, die zu den wichtigsten Reaktionen zur Bildung von Kohlenstoff-Kohlenstoff-Bindungen zählt.
Die Mukaiyama-Aldolreaktion ist verwandt mit der Mukaiyama-Michael-Reaktion.

## Übersicht
Bei der Mukaiyama-Aldolreaktion werden silylierte Enole unter Anwesenheit einer Lewis-Säure an Carbonylverbindungen addiert. Die Reaktion lässt eine Vielzahl möglicher Reste zu (siehe Edukte).
Im einfachsten Fall (R2 = H) und ohne den Einsatz von chiralen Katalysatoren läuft die Reaktion wie folgt ab:
Es bildet sich bei der Reaktion ein Gemisch aus zwei Reaktionsprodukten, genauer ein Racemat. Werden Gemische aus cis- und trans-Isomeren der jeweiligen silierten Enole verwendet, entstehen vier Reaktionsprodukte:
Sowohl das syn-Diastereomer als auch anti-Diastereomer treten als Racemat auf. Ob sich bei der Reaktion bevorzugt das anti-Diastereomer oder das syn-Diastereomer bildet, hängt von den eingesetzten Edukten,  Reagenzien sowie den vorherrschenden Reaktionsbedingungen ab.
In der Originalarbeit wurden stöchiometrische Mengen von Lewis-Säuren, wie beispielsweise TiCl4, SnCl4 oder Ähnliche, verwendet. In späteren Studien wurden jedoch verschiedene katalytische Versionen entwickelt. Dabei konnten sowohl verschiedene Lewis-Säuren als auch Lewis-Basen zur Durchführung der Reaktion verwendet werden.

## Mechanismus
Ein möglicher Mechanismus wird von László Kürti und Barbara Czakó in dem Buch Strategic Applications of Named Reactions in Organic Synthesis formuliert. Der Übersichtlichkeit halber wird im Mechanismus nur die einfachere Variante für den Fall R2 = H gezeigt:
In dem vorliegenden Beispiel zum Reaktionsmechanismus wird die Lewis-Säure TiCl4 als Katalysator verwendet. Im ersten Reaktionsschritt wird die Carbonylgruppe des Aldehyds durch die zugesetzte Lewis-Säure aktiviert. Anschließend greift die Doppelbindung des Silans an der aktivierten Carbonylgruppe an und bildet eine neue Kohlenstoff-Kohlenstoff-Bindung aus. Unter Abspaltung eines Silylchlorids bildet sich die Reagenz 1. Durch Aufarbeitung, sprich Hydrolyse, erhält man ein racemisches Gemisch der Aldole 2 und 3.

## Anwendung
Der Reaktion kommt eine große Bedeutung in der modernen Synthesechemie zu. Durch den Einsatz chiraler Lewis-Säuren als Katalysator kann die Stereochemie besonders effektiv beeinflusst werden. Unter Verwendung eines Enantiomers eines chiralen Katalysators, hier als L* gekennzeichnet, verläuft die Reaktion nach folgendem Reaktionsschema:
Eine der zahlreichen Anwendungen der Mukaiyama-Aldolreaktion findet sich beispielsweise in der Synthese des Naturstoffs Sphingofungin B. Folgendes Reaktionsschema zeigt die Synthese eines wichtigen Zwischenprodukts in der Sphingofungin-B-Synthese:
Die Mukaiyama-Aldolreaktion wird hier vor allem aufgrund der exzellenten Stereoselektivität genutzt. Unter Verwendung eines (S)-Prolin-Derivats als chiraler Ligand am Katalysator kann mit einer Ausbeute von 87 % und einem Enantiomerenüberschuss von 94 % das abgebildete Produkt synthetisiert werden. Hierbei steht die verwendete Abkürzung Tf für Triflat.